# Francesc Parcerisas
Francesc Parcerisas i Vázquez (Begas, 1944) es un poeta, traductor y crítico literario español.

## Biografía
Profesor del departamento de Traducción e Interpretación de la Universidad Autónoma de Barcelona, fue presidente de la Asociación de Escritores en Lengua Catalana y director de la Institución de las Letras Catalanas (1998-2004), de la que desde 2010 es el decano.
Miembro destacado de la generación literaria de los 70, ha publicado varios libros de poemas y recibido numerosos premios, como el Carles Riba de poesía en 1966, el Premio Ciudad de Palma-Joan Alcover de poesía en 1975, el de la Crítica de poesía catalana y el Premio de Literatura Catalana de la Generalidad de Cataluña, ambos en 1983. En 1991 su libro, Triomf del present, recopilación de su obra poética, recibió el Premio Lletra d'Or. Con su primera novela,  La primavera a Pequín, ha conseguido el Premio Librero de narrativa en 2013.
Destacan también sus traducciones de El Señor de los Anillos y otras obras de JRR Tolkien, y en las que adaptó todos los nombres y topónimos de lugares, razas y personajes al catalán y, así mismo, su compilación y traducción de la obra en prosa del poeta irlandés Seamus Heaney, que tituló De la emoción a las palabras, al igual que uno de los ensayos.

## Obra publicada

### Poesía
- Vint poemes civils (Ariel, 1967). Premio Joan Salvat-Papasseit (actual Ciudad de Palma-Joan Alcover) de poesía 1966
- Homes que es banyen (Proa, 1970). Premio Carles Riba 1966
- Discurs sobre les matèries terrestres (Edicions 62, 1972)
- Latituds dels cavalls (Lumen, 1974)
- Dues suites (Edicions 62, 1976)
- L'edat d'or (Quaderns Crema, 1983). Premio de la crítica 1983
- Triomf del present. Obra poètica (1965-1983) (Columna, 1991). Premio Lletra d'Or 1991
- Focs d'octubre (Quaderns Crema, 1992). Premio Ciudad de Barcelona de poesía 1992
- Natura morta amb nens (Quaderns Crema, 2000)
- Dos dies més de sud (Quaderns Crema, 2006)

### Crítica y ensayo
- L'objecte immediat (Curial, 1991)
- Cent anys de traducció al català: aqui teniu els anys de publicacio (1891-1991) (Eumo, 1998)
- Traducció, edició, ideologia. Aspectes sociològics de les traduccions de "La Bíblia" i de "L'Odissea" al català (Eumo, 2010)

### Diarios
- La primavera a Pequín (Quaderns Crema, 2013)

## Legado
En 2015, Francesc Parcerisas donó su fondo personal a la Biblioteca de Humanidades de la Universidad Autónoma de Barcelona, donde fue catalogado con la colaboración del Departamento de Filología Catalana. Este fondo está constituido mayoritariamente por manuscritos y mecanoscritos de sus traducciones al catalán y al castellano.
Por otro lado, su correspondencia se conserva en la Biblioteca de Catalunya